# Дучинская, Илона
Илона Дучинская (пол. Ilona Duczyńska, 11 марта 1897, Вена, Австро-Венгрия — 24 апреля 1978, Пикеринг, Онтарио) — венгерско-австрийская революционерка польско-австро-венгерского происхождения, переводчица. Жена Карла Поланьи.

## Биография
Со студенческих лет участвовала в деятельности социалистического движения и в апреле 1917 года бросила учёбу на инженерном факультете Цюрихского Политеха, чтобы доставить в Венгрию документы Циммервальдской левой.
Сторонница левого социалиста Эрвина Сабо и активная участница антивоенного движения в Венгрии в 1917—1918 годах. Принимала участие в подготовке покушения на премьер-министра Иштвана Тису, выступавшего за продолжение ведения Первой мировой войны любой ценой.
Принимала участие в социалистической революции в Венгрии в марте 1919 года. После падения Венгерской советской республики в 1919 году была вынуждена эмигрировать в Вену. В 1922 году исключена из Венгерской коммунистической партии за критику её политической линии в подполье.
В 1923 году вышла замуж за известного социолога и экономиста Карла Поланьи, также политического беженца из Венгрии. Член левого крыла СДПА и Республиканского шуцбунда, редактор его нелегального журнала после разгрома и запрещения организации режимом Дольфуса в 1934 году. Тогда же присоединилась к Коммунистической партии Австрии. Свою деятельность продолжает до эмиграции из страны в 1936 году. Исключена из КПА с началом московских процессов.
Из-за её левых взглядов Илоне Дучинской было отказано во въезде в США, где преподавал её муж, и она поселилась в Канаде.

## Книги
- Der demokratische Bolschewik. Zur Theorie und Praxis der Gewalt. Munich: Peter List Verlag, 1975
- Bécs — 1934 — Schutzbund. Budapest: Magvető, 1976
- Workers in Arms: The Austrian Schutzbund and the Civil War of 1934. New York: Monthly Review Press, 1978